# Бондаренко, Владимир Дмитриевич
Владимир Дмитриевич Бондаренко (укр. Володимир Дмитрович Бондаренко; 4 декабря 1952, Охиньки, Черниговская область — 24 августа 2021, Киев) — украинский политический и общественный деятель, народный депутат Украины. Глава Киевской городской государственной администрации (7 марта — 25 июня 2014). Член партии «Реформы и порядок», председатель Киевской городской организации, заместитель председателя.

## Образование
После школы учился на отделении преподавателя трудового обучения районного педучилища, которое окончил в 1972 году.

В 1977 году окончил исторический факультет Киевского госуниверситета имени Тараса Шевченко, а в 1998 году там же — юридический факультет по специальности правоведение.
В 2009 году защитил диссертацию в Украинской академии государственного управления при Президенте Украины и получил степень кандидата наук по государственному управлению.

## Карьера
В 1976—1977 годах В. Бондаренко преподавал в школе-восьмилетке села Калиновка на Черкасчине, а затем перешёл на работу в молодёжные (ВЛКСМ) и партийные (КПСС) органы, где занимался проблемами детей и молодёжи. В 1986—1992 годах Бондаренко работал на должностях заместителя, первого заместителя и председателя исполкома Ленинградского района Киева. Далее — работа в столичной городской администрации: начальником управления, заместителем председателя КГГА. В 1993 году из-за несогласия с позицией городского головы Леонида Косаковского В. Бондаренко по собственному желанию покинул Киевскую администрацию.
Работал в фирме «Киивнафтопродукт», руководил депутатской группой «Выбор» в Киевсовете.
В 1996 году Владимир Бондаренко занимал должность заместителя Министра юстиции, управляющего делами Минюста. В этом же году он впервые стал народным депутатом Украины. После этого получал мандат парламентария в 1998 и 2002 годах, входил во фракцию партии «Реформы и порядок» и фракции «Наша Украина» (в составе группы ПРП). Работал в парламентских комитетах по вопросам промышленности и предпринимательства, и по вопросам государственного строительства и местного самоуправления.
Во время парламентских выборов 2002 года и президентских 2004 года руководил киевским городским штабом блока «Наша Украина» и оппозиционного кандидата Виктора Ющенко. Принял активное участие в «оранжевой революции».
В 2006—2007 годах В. Бондаренко был членом депутатской группы «Пора-ПРП» в Киевсовете и находился в жёсткой оппозиции к тогдашнему городскому голове Леониду Черновецкому. Принимал активное участие в политических баталиях, развернувшихся на каждой сессии столичного представительного органа. Активно поддержал идею проведения в Киеве референдума о недоверии городскому голове и Киевсовету. По вопросу о подорожании жилищно-коммунальных услуг политик считает, что тарифы надо очистить от лишних составляющих, а если и увеличивать, то с полной расшифровкой всех составляющих ценообразования, а не повышать втрое и больше, как это сделал Леонид Черновецкий.
УНИАН в 2007 году называло его «одним из самых ярких представителей столичной оппозиции (блок КЛИЧКО-ПРП)».
На досрочных парламентских выборах-2007 Владимир Бондаренко был избран в Верховную Раду в составе Блока Юлии Тимошенко, № 100 в избирательном списке. Председатель подкомитета по вопросам отслеживания влияния законопроектов на показатели бюджета Комитета Верховной Рады Украины по вопросам бюджета.
С 2010 года — министр «оппозиционного правительства» по региональному развитию и жилищно-коммунальному хозяйству.
С 12 декабря 2012 года — народный депутат VII созыва от партии Всеукраинское объединение «Батькивщина», баллотировался по одномандатному округу № 219 в Киеве. Председатель подкомитета по вопросам избирательного законодательства и объединения граждан Комитета Верховной Рады Украины по вопросам государственного строительства и местного самоуправления.
7 марта 2014 года назначен главой Киевской городской государственной администрации. Депутат уверял, что пришёл на два месяца. Получив пост председателя КГГА он отказался сдавать депутатский мандат. 13 мая 2014 года Верховная Рада досрочно прекратила депутатские полномочия Бондаренко. 25 июня 2014 года уволен с должности главы Киевской городской государственной администрации.
На выборах Киевского городского головы в мае 2014 года занял третье место (7,95 %, 107 333 голоса). На досрочных парламентских выборах-2014 Бондаренко, баллотировавшийся в Верховную Раду в составе «Батькивщины» в одномандатном избирательном округе № 219, занял второе место, уступив представителю Блока Петра Порошенко Александру Третьякову.
На выборах городского головы Киева 25 октября 2015 года Бондаренко занял в 1 туре 4-е место, набрав 7,86 % голосов избирателей (68460 чел.). Также избран депутатом Киевского городского совета под первым номером в списке «Батькивщины».

## Критика
Владимир Бондаренко — представитель «старой советской элиты». Он возглавил Ленинградский район в Киеве в 1986 году и руководил им до 1992 года. В 1990-х годах контролировал ресторанный и базарный бизнес в Святошинском районе Киева.

## Дополнительная деятельность
- председатель правления благотворительного фонда «Родной дом»[источник не указан 1030 дней];
- основатель этнографического комплекса «Украинское село»[источник не указан 1030 дней];
- президент Федерации академической гребли Украины[источник не указан 1030 дней];
- председатель Киевского городского союза собственников жилья[источник не указан 1030 дней];
- основатель благотворительной организации «Хоспис»[10].

## Личная жизнь
Женат, воспитал двух дочерей и двух детей умершего брата. В свободное время занимался садоводством-огородничеством, пчеловодством, этнографией, народным творчеством.